# Castelo de Caernarfon
Castelo de Caernarfon (em galês: Castell Caernarfon pronúncia galesa: [kastɛɬ kaɨrˈnarvɔn]) - muitas vezes anglicizado como Carnarvon Castle ou Caernarvon Castle - é uma fortaleza medieval em Caernarfon, Gwynedd, noroeste do País de Gales, cuidada por Cadw, o histórico serviço de meio ambiente do governo galês. Foi um castelo motte-and-bailey do final do século XI até 1283, quando o rei Eduardo I da Inglaterra começou a substituí-lo pela estrutura de pedra atual. A cidade e o castelo eduardianos atuavam como o centro administrativo do norte do País de Gales e, como resultado, as defesas foram construídas em grande escala. Havia uma ligação deliberada com o passado romano de Caernarfon, e o forte romano de Segontium fica próximo.
Enquanto o castelo estava em construção, as muralhas da cidade foram construídas em torno de Caernarfon. O trabalho custou entre 20 mil libras e 25 mil libras desde o início até o final do trabalho em 1330. Embora o castelo pareça quase completo do lado de fora, os edifícios internos não sobrevivem e muitos dos planos de construção nunca foram concluídos. A cidade e o castelo foram saqueados em 1294, quando Madog ap Llywelyn liderou uma rebelião contra os ingleses. Caernarfon foi recapturado no ano seguinte. Durante o Glyndŵr Rising de 1400-1415, o castelo foi sitiado. Quando a dinastia Tudor ascendeu ao trono inglês em 1485, as tensões entre galeses e ingleses começaram a diminuir e os castelos foram considerados menos importantes. Como resultado, o Castelo de Caernarfon foi autorizado a cair em estado de abandono. Apesar de sua condição em ruínas, durante a Guerra Civil Inglesa o Castelo de Caernarfon foi mantido por monarquistas e foi cercado três vezes por forças parlamentares. Esta foi a última vez que o castelo foi usado na guerra. O castelo foi negligenciado até o século XIX, quando o estado financiou reparos. O castelo foi usado para a investidura do Príncipe de Gales em 1911 e novamente em 1969. Faz parte do Patrimônio Mundial "Castelos e Muralhas da Cidade do Rei Eduardo em Gwynedd".

## Contexto
As primeiras fortificações em Caernarfon foram construídas pelos romanos. Seu forte, que eles chamaram de Segontium, fica nos arredores da cidade moderna. O forte ficava perto da margem do rio Seiont; o forte provavelmente foi construído aqui devido à posição abrigada e porque poderia ser reabastecido através do rio Seiont. Caernarfon deriva seu nome das fortificações romanas. Em galês, o lugar era chamado y gaer (lenição de caer) yn Arfon, que significa "a fortaleza na terra contra Môn". Môn é o nome galês para Anglesey. Pouco se sabe sobre o destino de Segontium e seu assentamento civil associado depois que os romanos partiram da Grã-Bretanha no início do século V.